# Seberida
Seberida is een bestuurslaag in het regentschap Indragiri Hulu van de provincie Riau, Indonesië. Seberida telt 3368 inwoners (volkstelling 2010).